# Sant’Angelo a Scala
Sant’Angelo a Scala – miejscowość i gmina we Włoszech, w regionie Kampania, w prowincji Avellino.
Według danych na 1 stycznia 2022 roku gminę zamieszkiwały 693 osoby (379 mężczyzn i 314 kobiet).